# Teknaf
Teknaf (en bengali : টেকনাফ) est une upazila du Bangladesh dans le district de Cox's Bazar. En 1991, on y dénombrait 152 557 habitants.